# Viby gård
Ej att förväxla med Viby säteri, Heby kommun.

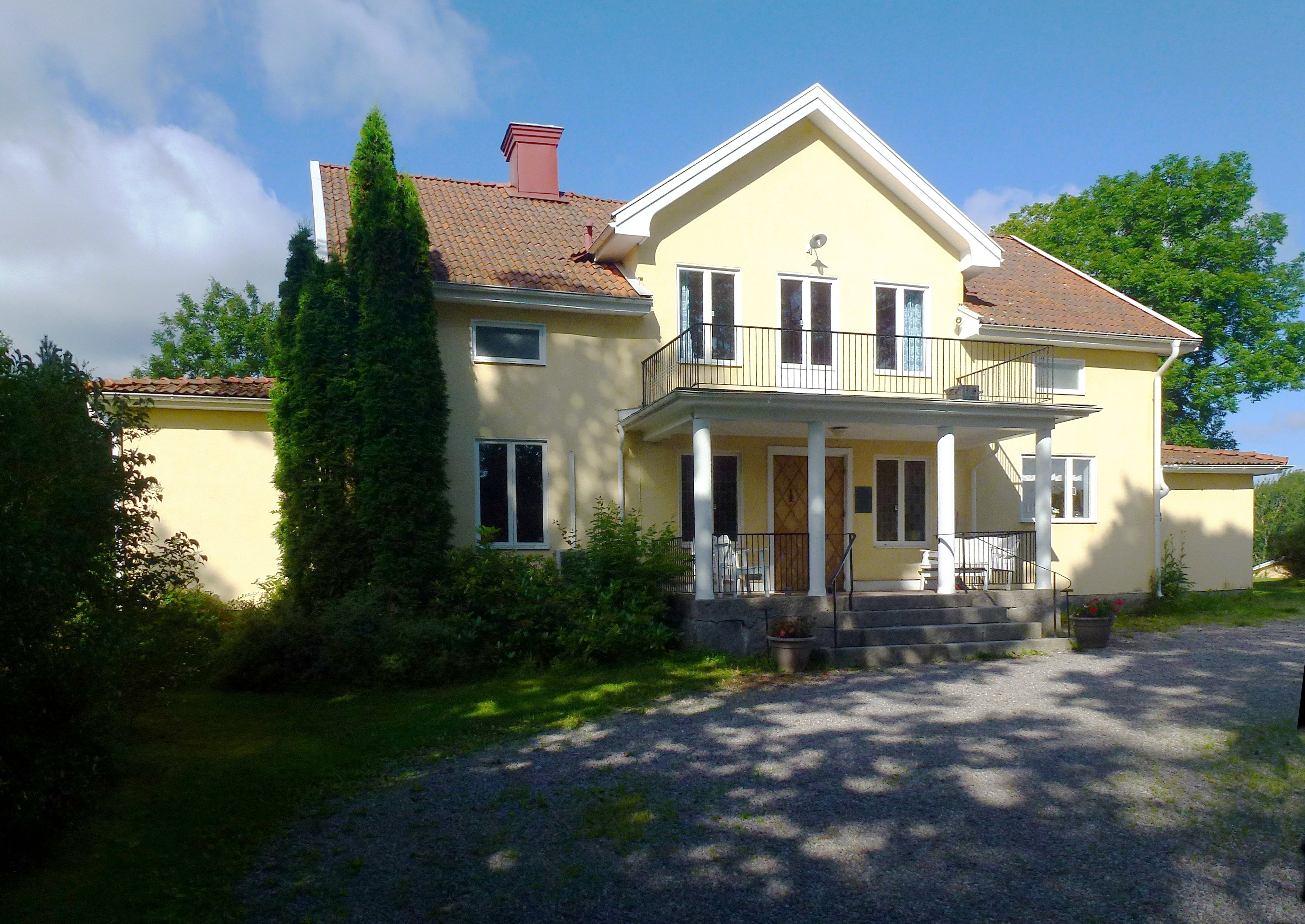
Viby herrgård, fasad mot öster, juli 2015.

Viby gård är en herrgård och tidigare säteri i Sollentuna socken i Sollentuna kommun, Stockholms län. Namnet Viby (”Widhaby”) är känt i skrift sedan 1409 och gav kommundelen Viby sitt namn. Själva herrgården från 1820-talet finns fortfarande kvar medan samtliga ekonomibyggnaderna revs på 1960-talet, därefter bebyggdes Vibys ägor med bostäder.

## Forntid

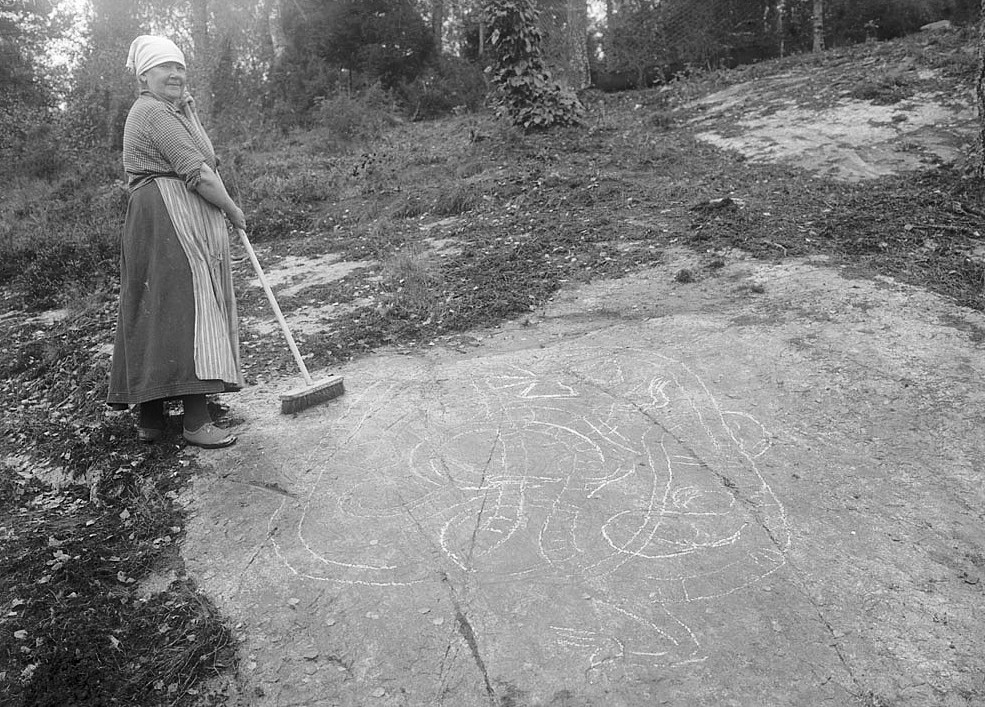
Upplands runinskrifter 102 på 1920-talet.

Kring Viby gård finns talrika fynd från yngre järnåldern i form av gårdsgravfält och forntida boplatser. Viby gamla bytomt ligger vid Vibyvägen cirka 300 meter sydost från den nuvarande herrgårdsbyggnaden. Här finns rester av minst fem husgrunder och två källare. Det äldsta arkeologiska fyndet som gått att datera var ett 1 400 år gammalt spänne.
På mitten av 1000-talet höggs en runhäll (vid nuvarande Rävgärdsvägen) som utgör det äldsta kända skriftliga meddelandet från trakten (se Upplands runinskrifter 102). Det var Kale och Ingetora som skrev: ”Kale lät hugga denna häll efter sina två söner, och han och Ingetora gjorde en bro, ett stort minnesmärke inför många människor.” Med bron avses förmodligen en bro över norra delen av sjön Ravalen där den förhistoriska landsvägen mot Uppsala gick förbi.

## Gårdens äldre historik

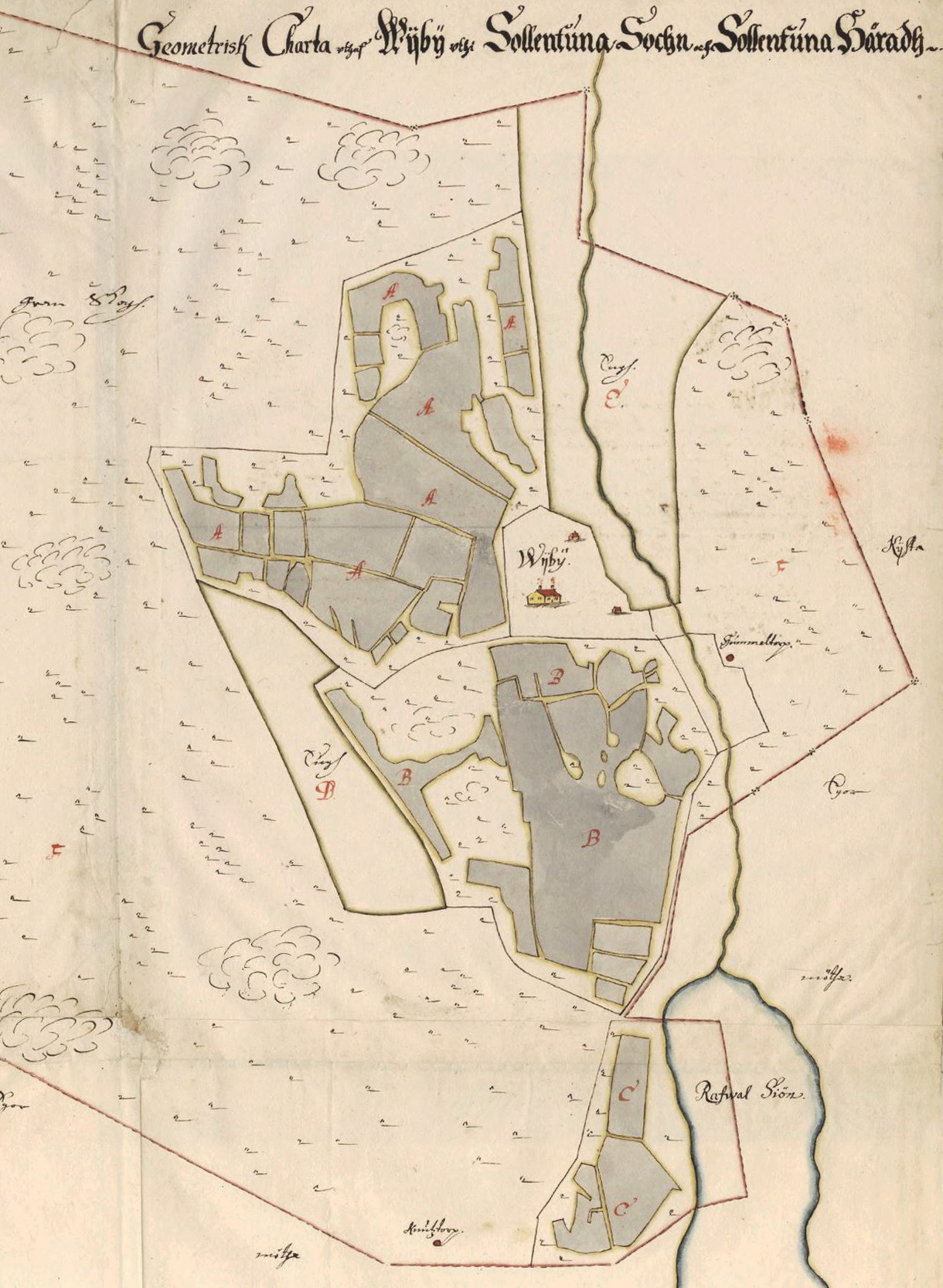
Viby gård 1687.

År 1409 nämns Viby första gången i skrift och stavas då  ”Widhaby”. Namnet är dock känt redan från 1299 och härleds från fornnordiska ”vidher” som betyder ved eller skog. Viby betyder alltså skogsbyn.
På 1500-talet bestod byn av tre gårdar. Bland tidiga ägare till Viby märks nära släktingar till Martin Aschaneus, landets förste "riksantikvarie" och fornforskare som bland annat avbildade den närbelägna hällristningen U 102. I början av 1600-talet ägdes två av gårdarna av skeppsbyggmästaren Henrik Hybertsson (död 1627) som var med och byggde regalskeppet Vasa. Henrik Hybertsson, kallad Mäster Henrik, hade stort intresse för gården möjligtvis beroende på förekomsten av omfattande ekbestånd på gårdens marker. Ek var dåtidens skeppsbyggnadsmaterial och det är mycket troligt att det i regalskeppet Vasas skrov finns ekvirke från Viby. Mäster Henriks allé, som idag leder upp till gården, är uppkallad efter honom. Gården sköttes dock i realiteten av hans hustru, Margareta Nilsdotter, som också bosatte sig där som änka. 
År 1628 förvärvades Viby av diplomaten Lars Nilsson (Tungel). Han ombildade en av gårdarna till säteri och fick några år senare de andra två gårdarna i gåva av kronan för sina förtjänster i statens tjänst.
Efter honom gick egendomen genom byte 1641 till landshövdingen i Kopparbergs län Johan Berendes den yngre som hade sitt residens i Falun. Han skapade på 1640-talet säteriet Sollentunaholm vilket lade Viby under sig. Viby ärvdes sedermera av Berendes dotter Anna, men eftersom hon även var ägare till Sollentunaholm lät hon Viby förfalla. I över 200 år ägdes både Viby och Sollentunaholm av samma släkt. I slutet av 1700-talet ingick till och med Edsbergs slott i släkten Berendes egendomar.

## Gårdens marker och torp
På en karta från 1687 framgår att Vibys ägor sträckte sig från sjön Ravalen och dagens Uppsalavägen (E4) i öster till Översjön i väster. Under Viby låg flera torp, bland dem de ännu bevarade Fäboda, Mulltorp, Hummeltorp (Hummelstugan) och Boda (Bodarne), medan Alboda och Nästet är rivna. På Skillingeberget stod fram till 1800-talets mitt en väderkvarn med kvarnstuga för mjölnaren.

## Gårdens nyare historik

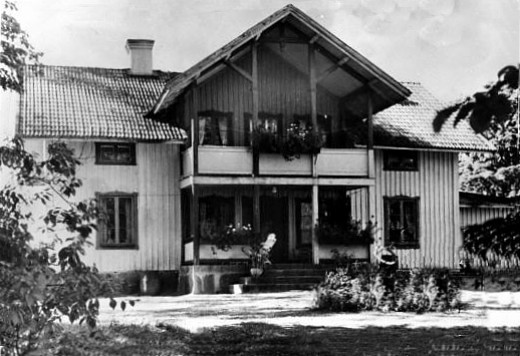
Viby gård före ombyggnaden.

År 1906 avstyckades delar av Vibys mark till villatomter och 1910 avstyckades Lilla Viby. Jordbruket fortsatte fram till 1960-talet. Därefter revs samtliga ekonomibyggnader som stod öster och norr om mangårdsbyggnaden. Det var nära att även den skulle försvinna men beslutet revs upp och Sollentuna Hembygdsförening fick köpa huset. Området bebyggdes på 1970-talet med villor och radhus och herrgården blev helt kringbyggd.
Den bevarade huvudbyggnaden som ligger i slutet av Mäster Henriks allé härrör från 1820-talet (andra källor talar om 1870-talet respektive 1800-talets mitt) och hade då ett annat utseende än idag. Fasaderna var klädda med stående träpanel och framför entrén fanns en stor veranda i två våningar under ett långt utkragande sadeltak. 
Åren 1955-56 lät Sollentuna Hembygdsförening genomföra en omfattande ombyggnad och tillbyggnad med två låga flyglar. Fasaderna reveterades med beige ädelputs, de småspröjsade fönstren byttes mot hela rutor och verandan byggdes om till en frontespis med balkong. Viby herrgård var permanent bebodd fram till 1968. Idag kan den hyras för olika festarrangemang.

## Gårdens bevarade torp

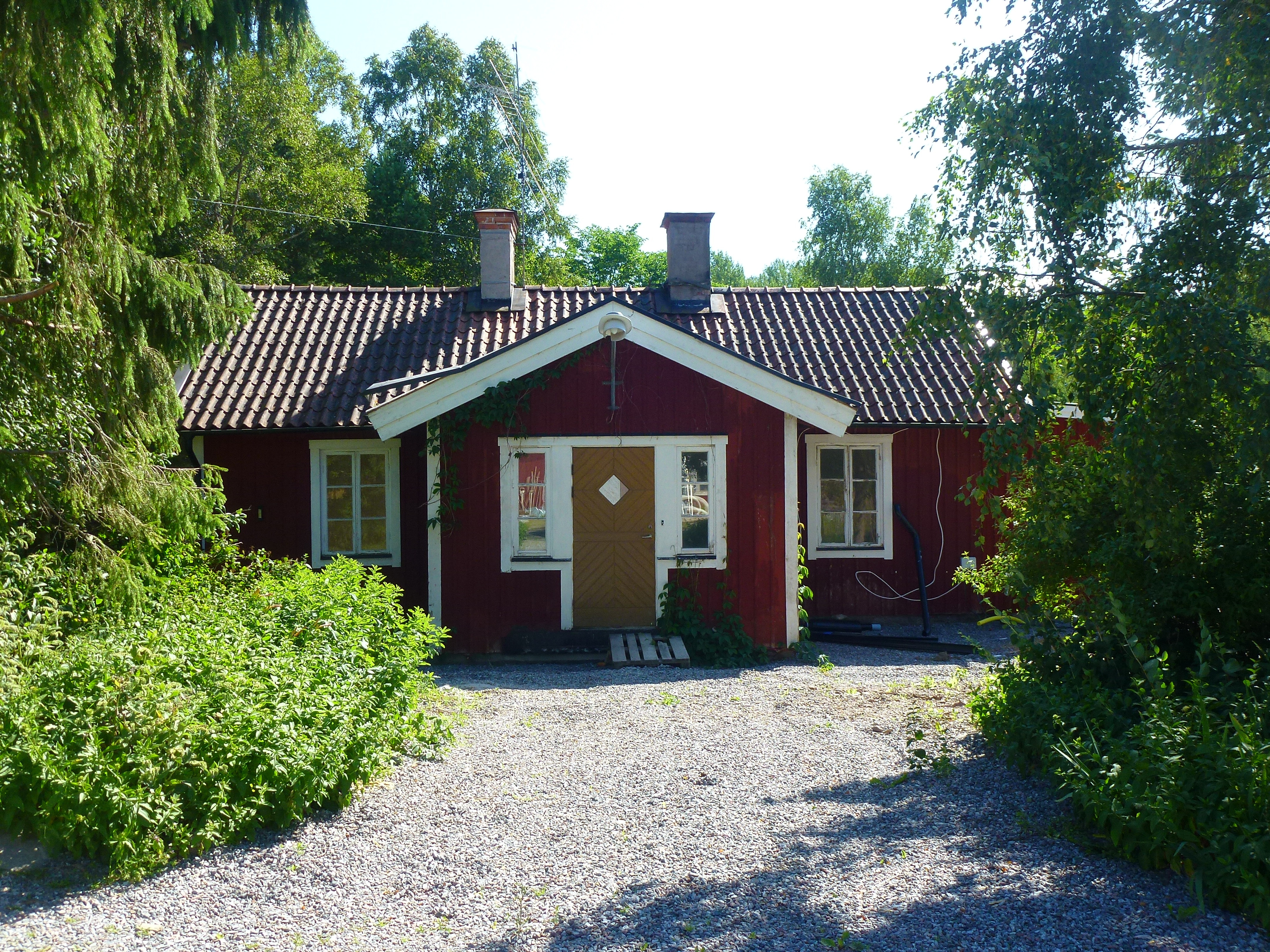
Mulltorp
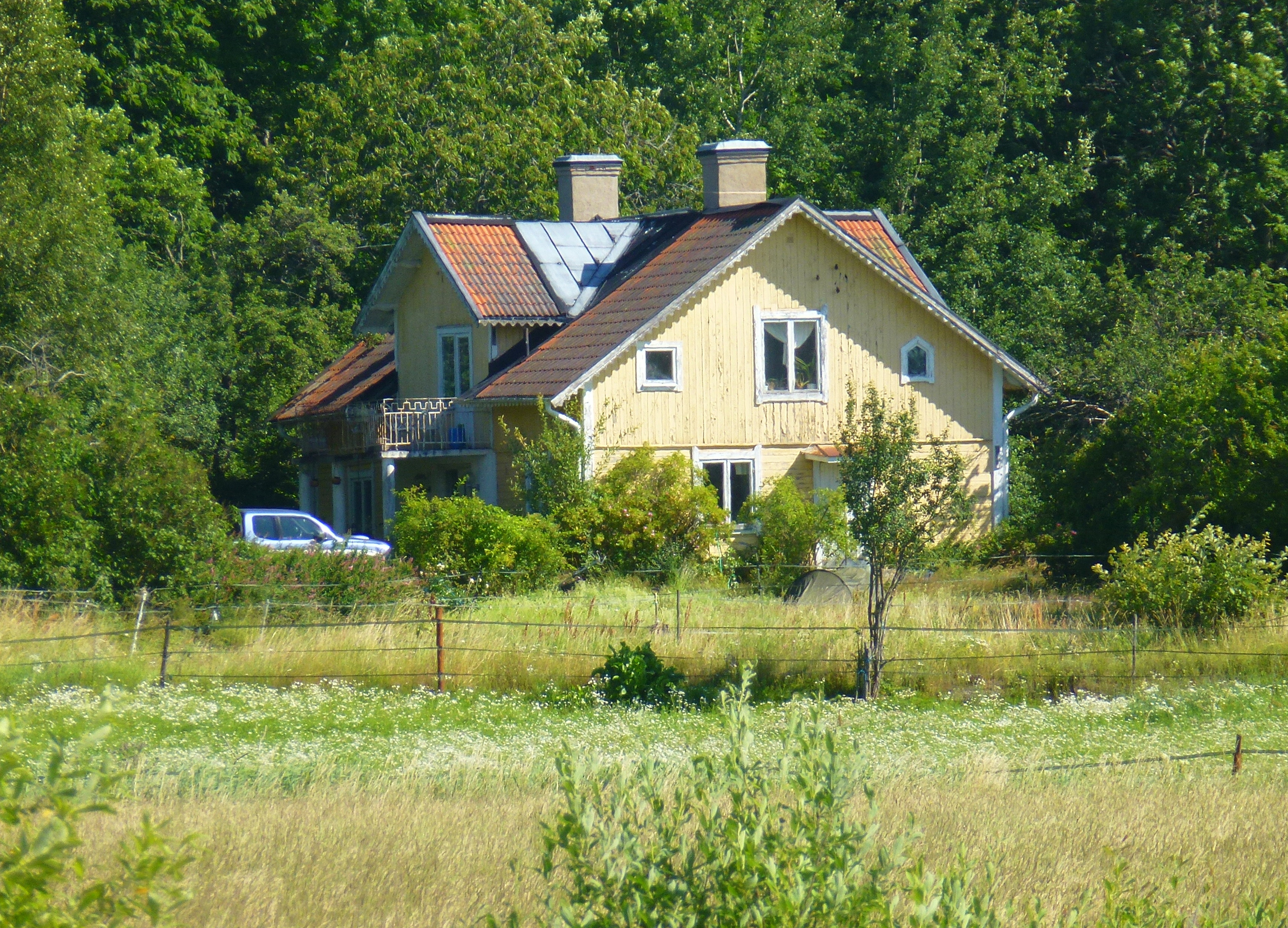
Boda
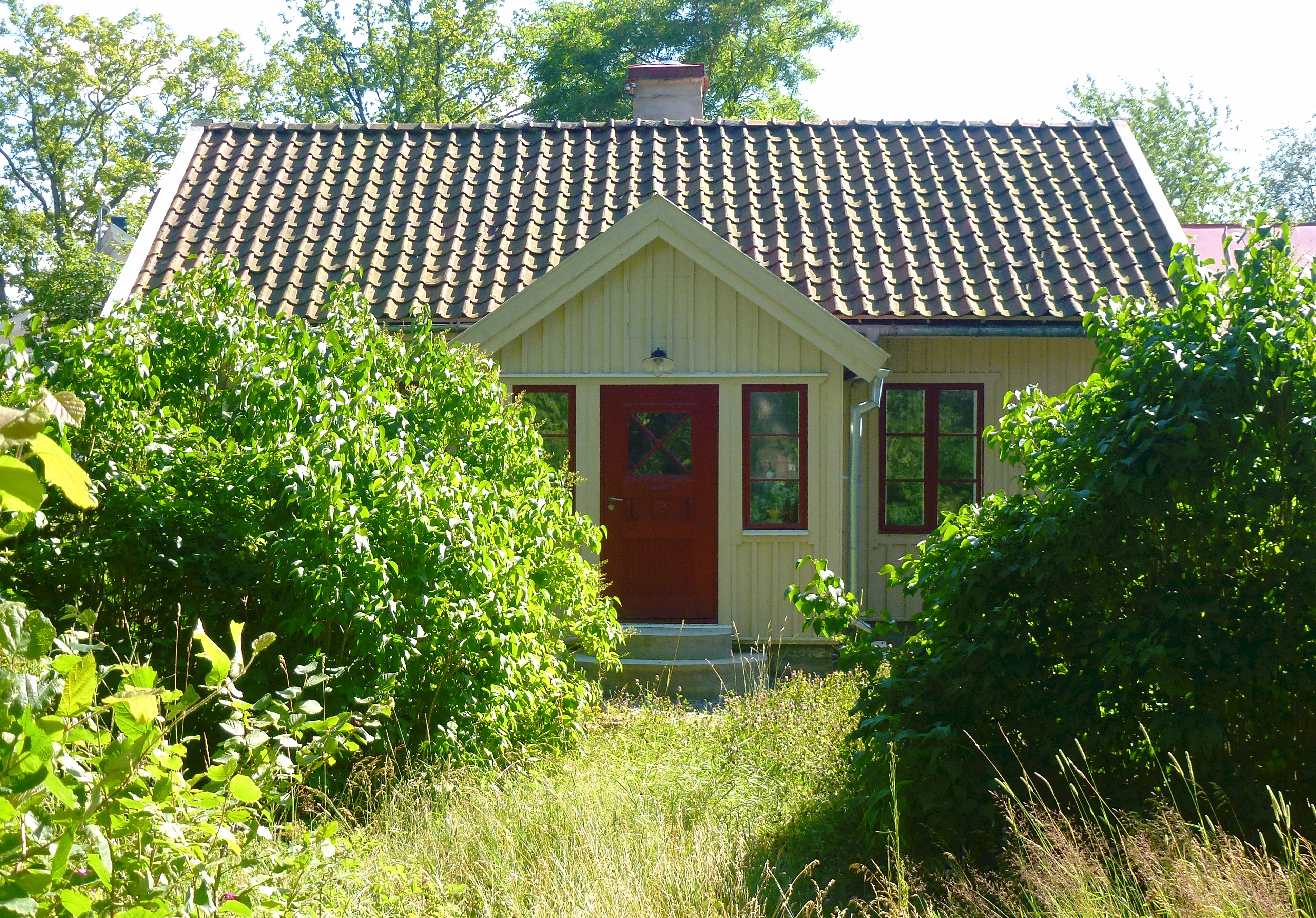
Hummeltorp
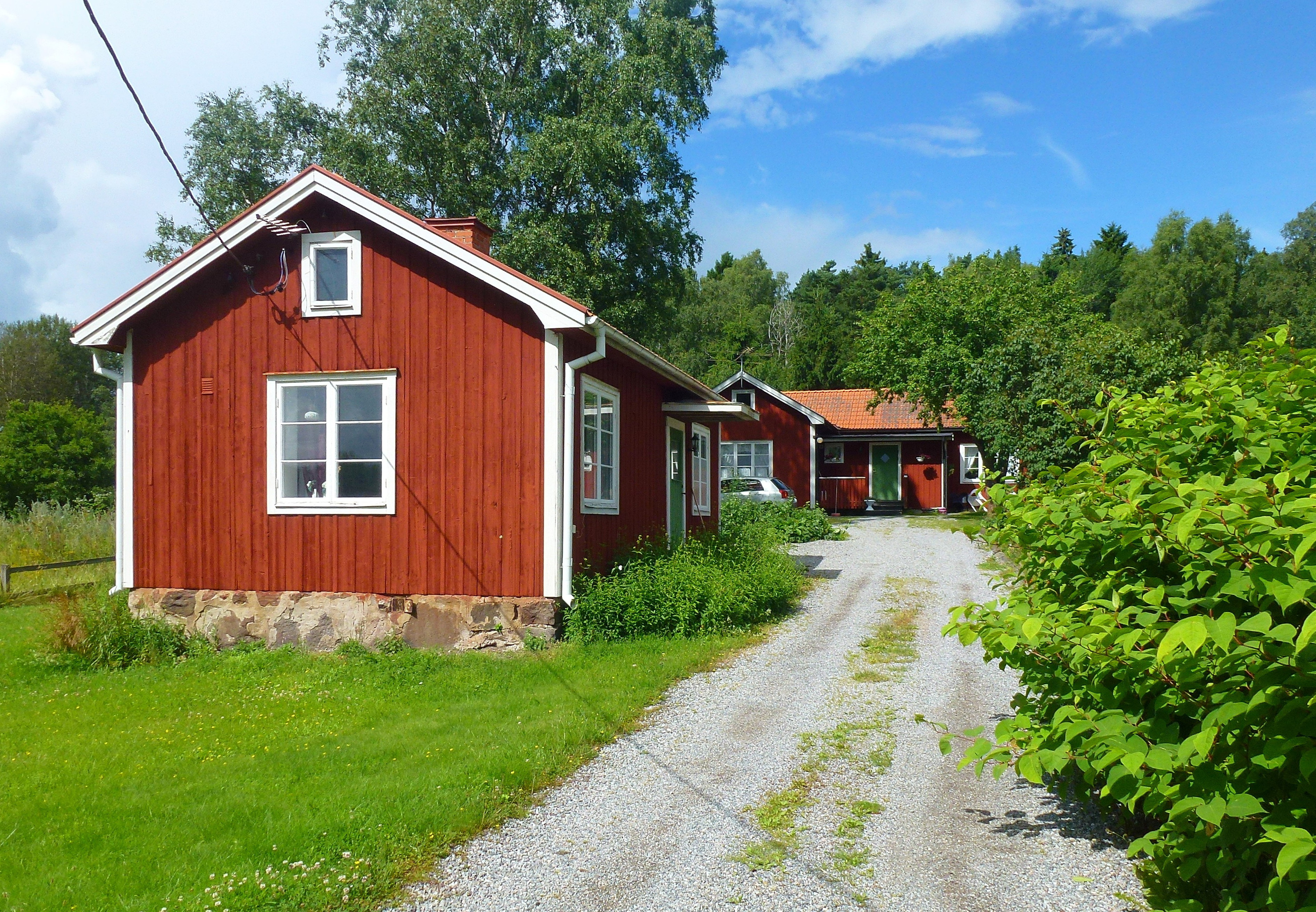
Fäboda